# Gongyi
Gongyi (en chino, 巩义; pinyin, Gǒng·Yì; Wade-Giles, kung yi) es un municipio  bajo la administración directa de la Prefectura Zhengzhou en la Provincia de Henan, República Popular China.  Su área es de 1042 km² y su población total para 2010 superó los 780 mil de habitantes. 

## Administración
Desde abril de 2025, el  Municipio Gongyi se divide en 15 pueblos que se administran en 4 subdistritos,  9 poblados y 2 villas.

## Toponimia
El topónimo Gongyi [/kong-yi/] combina el nombre del antiguo Condado Gong (巩县) con el sinograma "Yi" (义) tomado de su sede administrativa, el Poblado Xiaoyi (孝义镇).
Durante la dinastía Zhou Occidental (1046-771 aC) y el período de Primaveras y Otoños (771-476 aC) esta región se consolidó en el Estado Gong (巩国 "sólido"), su nombre significaría algo así como "solido como una piedra" (巩固不拔 Gǒng gù bù bá) describiendo un estado firme, resistente, o estable tanto política como militarmente.
Con el tiempo el estado cayó, y para el año 249 aC, durante la dinastía Qin se estableció oficialmente el Condado Gong (巩县), el nombre perduró a lo largo de las dinastías.